# Brad Wright
Brad Wright (Toronto, Ontario, Kanada 1961. május 2. –) többszörös díjnyertes kanadai televíziós producer, forgatókönyvíró és színész. Legismertebb munkái a Csillagkapu (közösen Johnatan Glassnerrel), Csillagkapu: Atlantisz (közösen Robert C. Cooperrel), és a Stargate Universe (szintén Robert C. Cooperrel).

## Karrier
Mielőtt a Csillagkapu-franchise beindult, társproducere és írója volt a Végtelen határok című sorozatnak. Több forgatókönyvet írt számos egyéb televíziós sorozathoz, mint a Neon Rider, Adventures of the Black Stallion, The Odyssey, vagy a Hegylakó. Wright társírója lesz Carl Binder mellett a harmadik Csillagkapu-filmnek.
Kétszer tűnt fel színészként a Csillagkapu sorozatban; először a Wormhole X-Treme!, majd a paródiákból összerakott 200 című epizódban. Majd a Csillagkapu: Continuum című Csillagkapu-filmben is volt epizódszerepe F-15-ös pilótaként.

## Filmjei

### Író
- Stargate: Revolution (forgatás alatt)
- Stargate: Extinction (forgatás alatt)
- Stargate Universe (2009 - 2010) - 20 epizód
- Csillagkapu: Atlantisz (2004 - 2009) - 99 epizód
- Csillagkapu: Continuum (2008)
- Csillagkapu: Az igazság ládája (2008)
- Csillagkapu (1997 - 2007) - 213 epizód
- Végtelen határok (1995 - 2000) - 12 epizód
- Poltergeist: The Legacy (1996 - 1997) - 3 epizód
- The Odyssey (1994) - 3 epizód
- Hegylakó (1994) - 1 epizód
- Neon Rider (1990 - 1994) - 18 epizód
- Madison (1994) - 2 epizód
- Forever Knight (1992) - 2 epizód
- The Black Stallion (1990) - 2 epizód

### Producer
- Stargate: Extinction (forgatás alatt)
- Stargate Universe (2009 - 2010) - 20 epizód
- Csillagkapu: Atlantisz (2004 - 2009) - 99 epizód
- Csillagkapu: Continuum (2008)
- Csillagkapu: Az igazság ládája (2008)
- Csillagkapu (1997 - 2007) - 191 epizód
- Végtelen határok (1995 - 2000) - 1 epizód
- Neon Rider (1990 - 1994)

### Színész
- Csillagkapu sorozat - Wormhole X-Treme! című epizód (2006)
- Csillagkapu sorozat -200 című epizód (2006)
- Csillagkapu: Continuum (2008)

## Magyarul
- Sonny Whitelaw–Elizabeth Christensen: A kiválasztottak; Brad Wright, Robert C. Cooper tévésorozata alapján, ford. Radnóti Alíz; M&C Kft., Bp., 2007
- Sabine C. Bauer: Tűzpróba; Brad Wright, Jonathan Glassner tévésorozata alapján, ford. Buzás Gábor; M&C Kft., Bp., 2007
- Martha Wells: Az ereklyetartó; Brad Wright, Robert C. Cooper tévésorozata alapján, ford. Radnóti Aliz; M&C Kft., Bp., 2007
- Sally Malcolm: A felemelkedés; Brad Wright, Robert C. Cooper tévésorozata alapján, ford. Miklósi Zsuzsanna, Radnóti Aliz; M&C Kft., Bp., 2007

## Díjak, jelölések
1997-ben a Végtelen határok egy epizódjáért (A Stitch in Time) nyert Gemini-díjat. 
2000-ben és 2005-ben is kapott Leo-jelöléseket mind a Csillagkapu, mind a Csillagkapu: Atlantisz sorozatok egy-egy epizódjáért.
2007 áprilisában kanadai írói munkásságának és a Csillagkapu sorozatokban mutatott erőfeszítéseiért elismeréseként az először átadásra kerülő „Showrunner Awarddal” jutalmazták a kanadai forgatókönyvírók díjkiosztó rendezvényén Torontóban. Ugyanaz év júliusában elnyerte a Constellation-díjat a Legjobb science-fiction film vagy TV műsor forgatókönyv kategóriában a 200 című epizódért. 2009. márciusban Nebula-díjra jelölték a Csillagkapu: Atlantisz A szentély című részéért. 2009-ben két újabb Leo-díjat nyert meg a Legjobb drámai sorozat kategóriában a Csillagkapu: Atlantisz és a Legjobb drámai forgatókönyv kategóriában a Csillagkapu: Continuum című filmekért.